# Triumph Stag
Triumph Stag – sportowy samochód osobowy produkowany przez brytyjską firmę Triumph Motor Company w latach 1970-1977. Dostępny jako 2-drzwiowy kabriolet z zakładanym dachem. Do napędu użyto silnika V8 o pojemności 2997 cm³, z pojedynczym wałkiem rozrządu. Jego moc maksymalna wynosiła 108 kW, a moment maksymalny 230 Nm. Posiadał 4-biegową ręczną skrzynię biegów, ważył 1270 kg i spalał 12,8 l/100 km. Największa prędkość wynosiła 189 km/h. Auto miało niezależne zawieszenie z przodu i z tyłu. Rozstaw osi samochodu wynosił 2540 mm, szerokość auta 1612 mm, a długość 4420 mm. Zbiornik paliwa miał pojemność 63,5 l. Średnica tłoka wynosiła 86 mm, a skok tłoka 64-5 mm.
Dokonano wielu zmian silników na gwarancji, ze względu na szybkie przegrzewanie się ich. W 1971 wprowadzono model na rynek amerykański, a w 1973 rozpoczęto produkcję wersji MkII z nową wersją silnika. Zmieniono w niej m.in. alternator, wprowadzono laminowane szyby, mniejszą kierownicę, zmieniono wnętrze. Produkcję skończono w 1977.